# Senyalització contra incendis

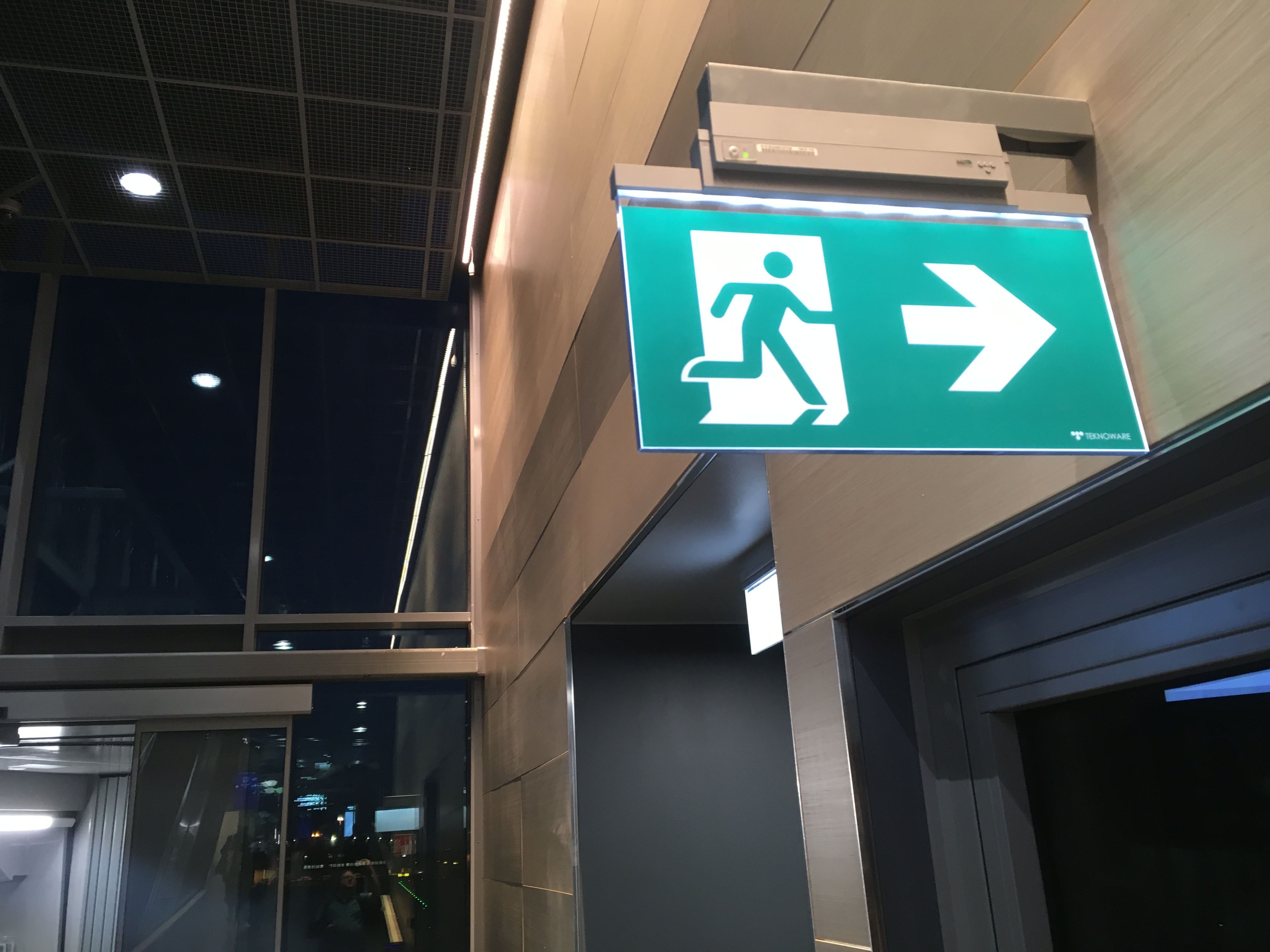
Senyal de sortida d'emergència

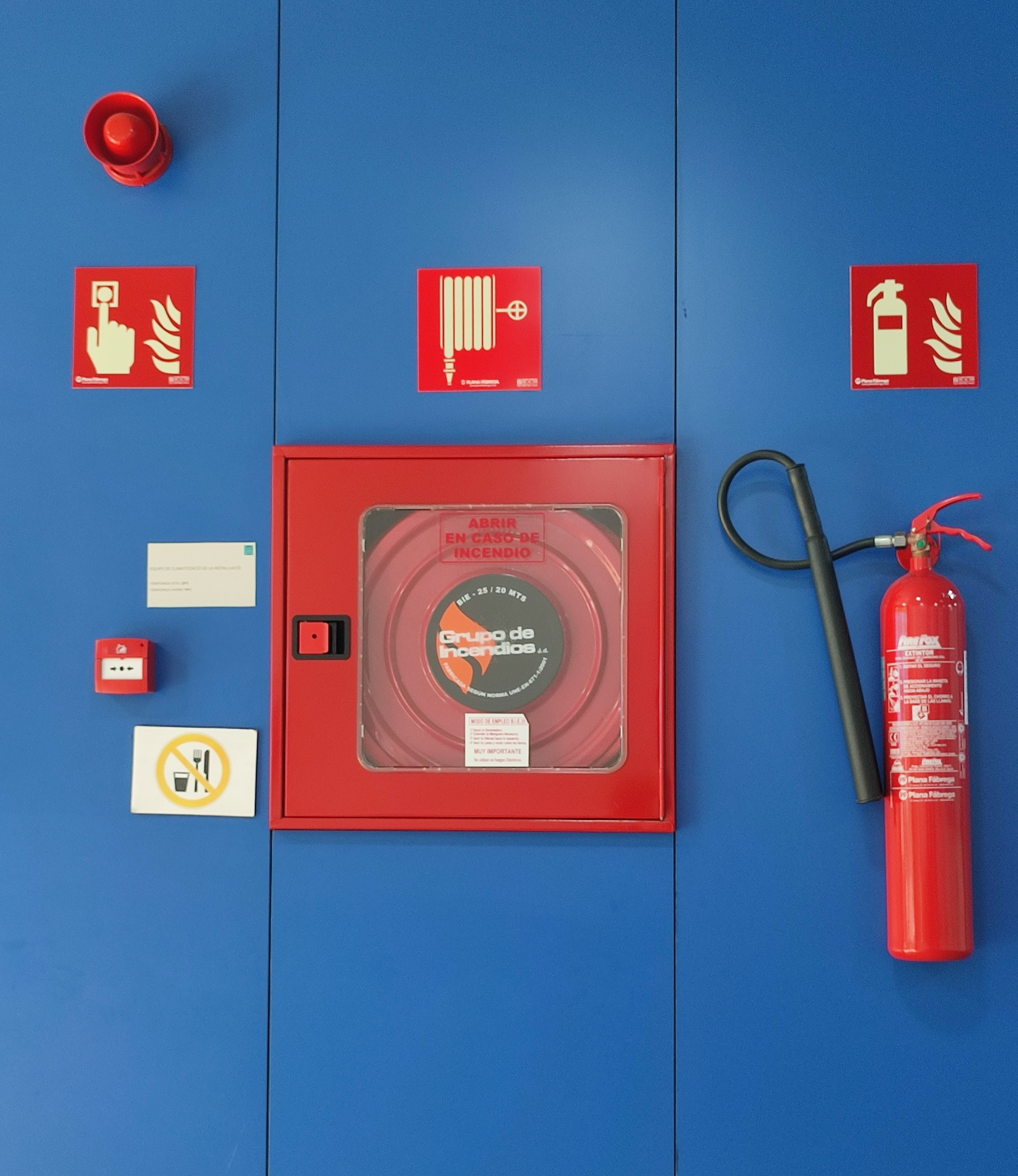
Senyalització d'equips de protecció contra incendis

La senyalització contra incendis és el conjunt de senyals de seguretat que informen de la situació dels equips de protecció contra incendis, i de les vies d'evacuació en cas d'incendi. Facilita la localització d'instal·lacions de protecció i orienta els ocupants del lloc per a evacuar en cas d'incendi o emergència. Els senyals de seguretat poden ser luminescents, per tal de possibilitar la seva visibilitat inclús si s'apaga l'enllumenat.

## Formes i colors dels senyals de seguretat
La forma i el color dels senyals de seguretat indica el tipus de senyal (prohibició, obligació, perill, evacuació, mitjans de protecció contra incendis):
| Forma geomètrica      | Color de seguretat                               | Color de contrast              | Color del símbol               | Significat |
| --------------------- | ------------------------------------------------ | ------------------------------ | ------------------------------ | --- |
|                       | VERMELL almenys un 35% del senyal                | BLANC o fotoluminenscent       | NEGRE                          | Prohibició |
|                       | BLAU almenys un 50% del senyal                   | BLANC o fotoluminenscent       | BLANC o fotoluminenscent       | Obligació |
|                       | GROC o fotoluminescent almenys un 50% del senyal | NEGRE                          | NEGRE                          | Advertència de perill |
| Rectangular o quadrat | VERD almenys un 50% del senyal                   | BLANC o fotoluminescent        | BLANC o fotoluminescent        | Evacuació, salvament o socors. Condició segura                                                                                           |
| Rectangular o quadrat | VERMELL almenys un 50% del senyal                | BLANC o fotoluminescent        | BLANC o fotoluminescent        | Mitjans d'alerta, alarma, materials, equips i mitjans de Protecció contra incendis                                                       |
| Rectangular o quadrat | El mateix del senyal principal                   | El mateix del senyal principal | El mateix del senyal principal | Informació complementària (Informació sobre el senyal de seguretat, ha d'estar associada a un senyal de seguretat, MAI DE FORMA AÏLLADA) |
| Tira rectangular      | BLANC o fotoluminescent                          | BLANC o fotoluminescent        | BLANC o fotoluminescent        | Abalisament genèric |

## Mida dels senyals de seguretat
La mida del senyal de seguretat es defineix en funció de la distància d'observació:
| Tipus de senyal - distància d'observació | ≤ 10 m | ≤ 20 m | ≤ 30 m |
| ---------------------------------------- | ------ | ------ | ------ |
| Senyal de seguretat                      | 210 mm | 420 mm | 630 mm |
| Senyal de recorregut                     | 160 mm | 326 mm | 474 mm |
| Abalisaments                             | 210 mm | 420 mm | 630 mm |

## Senyalització de les vies d'evacuació
La norma UNE 23033-4:1988 defineix els senyals de les vies d'evacuació. Els més comuns són (s'hi inclouen també els senyals de salvament i socors):
|         |                          |                 |         |                 |                      |                |                    |
| Sortida | Sortida avall a la dreta | Punt de trobada | Llitera | Primers auxilis | Telèfon de salvament | Rentada d'ulls | Dutxa de seguretat |

## Senyalització dels equips de protecció contra incendis
La norma UNE 23033-1:2019 defineix els senyals i abalisaments de seguretat, els colors i la identificació dels equips de protecció contra incendis. Els més comuns són els següents:
| Extintor |                          |              |               |                   |                    |                 |                       |                 |
| Extintor | Boca d'incendis equipada | Escala de mà | Equips de PCI | Polsador d'alarma | Telèfon d'incendis | Porta tallafocs | Ascensor d'emergència | Fletxa auxiliar |